# شرکت سرمایه‌گذاری سنگاپور
شرکت سرمایه‌گذاری سنگاپور (انگلیسی: GIC) صندوق ثروت ملی و شرکت سرمایه‌گذاری سنگاپوری است، که در سال ۱۹۸۱ توسط دولت این کشور تأسیس شد.